# Van Andel Arena
Van Andel Arena je víceúčelová aréna nacházející se v Grand Rapids ve státě Michigan v USA. Otevření proběhlo v roce 1996. Aréna je domovským stadionem týmu AHL Grand Rapids Griffins, který je farmou týmu NHL Detroit Red Wings.
Aréna byla pojmenována po Jay Van Andelovi, místnímu rodákovi, který přispěl sumou 11,5 milionů dolarů na výstavbu multifunkčné haly. V letech 1998 - 2000 a v roku 2002 byla magazínem Billboard/Amusement Business označena jako nejlepší koncertní hala Spojených států v kategorii 10 až 15 tisíc diváků. 